# Matatu (trasporti)

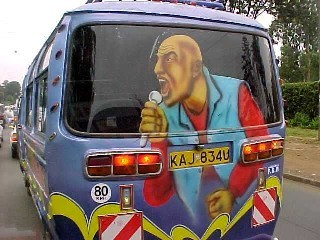
Un matatu con la colorazione tradizionale, a Nairobi

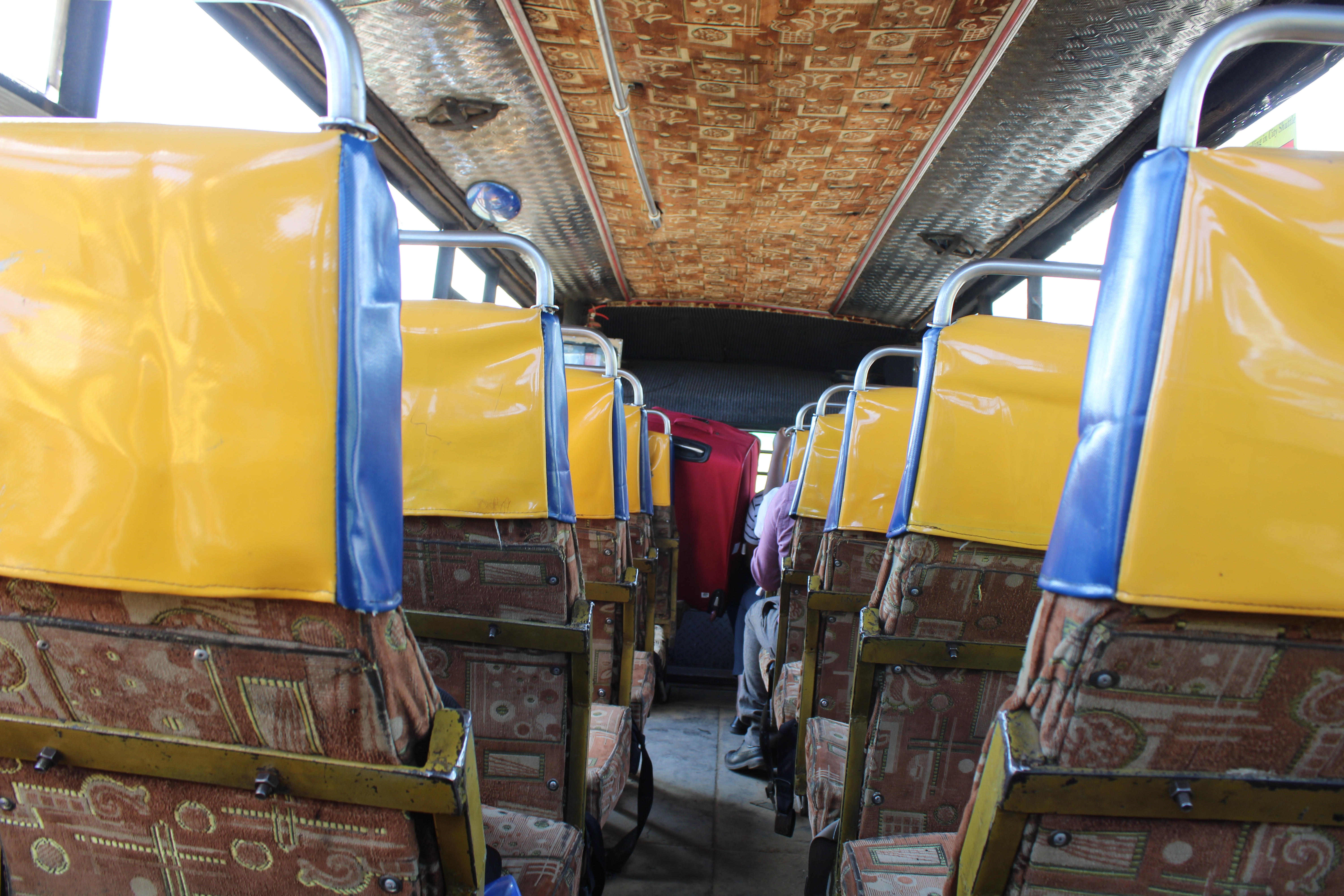
Sedili di un matatu

I matatu sono una forma di trasporto pubblico in Kenya. Sono in genere minibus a 14 posti, più un autista e un conduttore, paragonabili ai daladala tanzaniani e altri mezzi simili presenti in altri paesi africani. In passato i matatu erano dei taxi collettivi; oggi, la maggioranza dei matatu segue linee prestabilite.
La parola "matatu" ha origine dal swahili: tatu significa tre, perché tre centesimi di scellino era il costo base della corsa, e ma- è il prefisso swahili per il plurale della classe ji/ma, che si applica a parole costruite a partire da altre parole con significati diversi. 
Nel passato, i matatu avevano colori sgargianti, venivano battezzati con nomi altisonanti, e proponevano delle vere e proprie discoteche su ruota.
Il governo keniota, con una legge del 2004, ha regolamentato il settore, fissando anche la colorazione delle carrozzerie – solitamente bianche con una striscia gialla su cui vanno scritti il numero massimo di passeggeri e le linee per cui il mezzo è abilitato – oltre a introdurre altri vincoli, come l'obbligo di cinture di sicurezza su tutti i sedili per i passeggeri.
Autista e conduttore devono inoltre indossare una camicia gialla o blu; il volume della musica non deve essere eccessivo.
Dopo un primo momento di rigore, queste nuove regole stanno venendo sempre più trascurate col passar del tempo.
I proprietari dei matatu sono riuniti in due diverse associazioni.
Quasi tutti sono inoltre costretti a pagare una tangente alla setta dei mungiki per poter operare nelle grandi città come Nairobi, Nakuru e Mombasa.
Anche la polizia chiede tangenti fisse ad ogni proprietario di matatu per poter operare, e ai singoli autisti per non multarli in caso di infrazione.